# Neoseiulus alpinus
Neoseiulus alpinus är en spindeldjursart som först beskrevs av Schweizer 1922.  Neoseiulus alpinus ingår i släktet Neoseiulus och familjen Phytoseiidae. Inga underarter finns listade i Catalogue of Life.